# Disa chrysostachya
Disa chrysostachya är en orkidéart som beskrevs av Olof Swartz. Disa chrysostachya ingår i släktet Disa och familjen orkidéer. Inga underarter finns listade i Catalogue of Life.